# Marco Antonio Ruiz
Marco Antonio Ruiz (Xicoténcatl, Tamaulipas, México, 12 de julio de 1969), conocido deportivamente como 'Chima' Ruiz, es un exfutbolista y entrenador mexicano. 
Jugaba como mediocampista y su primer equipo fue el Tampico Madero F.C., su último club antes de retirarse fue San Luis.

## Trayectoria como jugador
Cuando tenía 16 años, debutó con Tampico Madero el siguiente año en la 86/87 contra el Deportivo Neza. En la Temporada 1988-1989 sufrió una fractura de tibia y peroné que casi lo deja fuera de las canchas, sin embargo los Tigres le contrataron para la Temporada 1991-1992 confiados en su recuperación. Después de un paso fugaz a préstamo por Querétaro en la 1992-1993 regresó con los felinos con los que estuvo hasta el Verano ’98, sin contar un torneo en Pachuca de Primera División A. En Tigres colaboró durante un trofeo de copa (95/96), un descenso y un regreso al máximo circuito en el Invierno ’96. 
Para el Invierno ’98 fue vendido a Chivas sorpresivamente quien esperaba encontrar en él el medio creativo que tanto le hacía falta. Luego de un buen primer torneo, en los cuartos de final de aquella liguilla contra Pumas, sufrió otra lesión que lo alejó de las canchas por seis meses. Regresó para el Invierno ’99 y se quedó en Chivas por tres torneos más, jugando como titular. En esos años recibió llamados a la selección para jugar las eliminatorias mundialistas y la Copa Confederaciones.  
Regresó a Monterrey con la UANL por última vez y jugó hasta el Apertura ’04, para despedirse de la afición después de un par de ligas en la banca, más o menos obligado por la directiva que hasta le ofreció una despedida, aunque 'El Chima' creía que todavía tenía oportunidad, jugó su último torneo en la Primera División A con San Luis, ayudando a conseguir el ascenso del Clausura’ 05.

### Clubes
| Club                     | País          | Año           | Partidos | Goles | Media |
| ------------------------ | ------------- | ------------- | -------- | ----- | ----- |
| Tampico Madero F. C.     | México        | 1986 - 1990   | 78       | 10    | 0.13  |
| Tigres U. A. N. L.       | México        | 1991 - 1998   | 174      | 21    | 0.12  |
| Querétaro F. C. (cedido) | México        | 1992 - 1993   | 26       | 1     | 0.04  |
| Pachuca C. F. (cedido)   | México        | 1995          | 14       | 2     | 0.14  |
| C. D. Guadalajara        | México        | 1998 - 2001   | 120      | 13    | 0.11  |
| Tigres U. A. N. L.       | México        | 2002 - 2004   | 75       | 4     | 0.05  |
| San Luis F. C.           | México        | 2005          | 13       | 1     | 0.08  |
| Total carrera            | Total carrera | Total carrera | 493      | 52    | 0.11  |

## Trayectoria como entrenador

### Jaguares de Chiapas
La directiva de Jaguares destituyó a Miguel Ángel Brindisi en víspera de la última jornada del Clausura 2009 y nombró a Ruiz como director técnico interino (el tamaulipeco llegó como auxiliar de Brindisi).
En la Jornada 17, en el Estadio Zoque, Jaguares empató a 3 tantos ante Cruz Azul. 
Jaguares de Chiapas finalizó el torneo en la posición número 12 de la tabla general, pero por bondades del certamen, accedió a los 4tos. de final. En el global, Pachuca venció 5 - 1 a los Naranjas.

### Tigres de la UANL
Marco Antonio "Chima" Ruiz fue presentado el 9 de febrero del 2023 como entrenador de los Tigres de la UANL tras la rescisión del contrato de Diego Cocca. Ruiz presentó en su cuerpo técnico a dos jugadores emblema de la última época de Tigres: Juninho y Hugo Ayala.
En la Liga MX, dirigió 9 partidos, teniendo una marca 3 triunfos, 1 empate y 5 derrotas. Fue relevado por el uruguayo Robert Dante Siboldi.

### Jaiba Brava
El 3 de diciembre de 2024 Ruiz fue nombrado como nuevo entrenador del Club Jaiba Brava de la Liga de Expansión MX.

## Clubes y estadísticas

### Como jugador
| Tampico Madero F. C. · México |               |               |     |    |    |   |   |     |     |    |
| 1ª | 1986-87       | 28            | 3   | 0  | 0  | - | - | 28  | 3   |    |
| 1ª | 1987-88       | 16            | 0   | 0  | 0  | - | - | 16  | 0   |    |
| 1ª | 1988-89       | 27            | 6   | 7  | 1  | - | - | 34  | 7   |    |
| 1ª | 1989-90       | 0             | 0   | 0  | 0  | - | - | 0   | 0   |    |
| Total club | Total club    | 71            | 9   | 7  | 1  | - | - | 78  | 10  |    |
| Querétaro F. C. · México |               |               |     |    |    |   |   |     |     |    |
| 1ª | 1992-93       | 26            | 1   | -  | -  | - | - | 26  | 1   |    |
| Total club | Total club    | 26            | 1   | -  | -  | - | - | 26  | 1   |    |
| Tigres U. A. N. L. · México |               |               |     |    |    |   |   |     |     |    |
| 1ª | 1990-91       | 0             | 0   | 0  | 0  | - | - | 0   | 0   |    |
| 1ª | 1991-92       | 17            | 0   | 4  | 0  | - | - | 21  | 0   |    |
| 1ª | 1993-94       | 24            | 5   | -  | -  | - | - | 24  | 5   |    |
| 1ª | 1994-95       | 14            | 0   | 1  | 0  | - | - | 15  | 0   |    |
| 1ª | 1995-96       | 37            | 0   | 5  | 4  | - | - | 42  | 4   |    |
| 2ª | 1996-97       | 33            | 5   | 6  | 2  | - | - | 39  | 7   |    |
| 1ª | 1997-98       | 32            | 5   | 1  | 0  | - | - | 33  | 5   |    |
| 1ª | 2001-02       | 17            | 3   | -  | -  | - | - | 17  | 3   |    |
| 1ª | 2002-03       | 27            | 0   | -  | -  | - | - | 27  | 0   |    |
| 1ª | 2003-04       | 26            | 1   | 2  | 0  | - | - | 28  | 1   |    |
| 1ª | 2004-05       | 3             | 0   | -  | -  | - | - | 3   | 0   |    |
| Total club | Total club    | 230           | 19  | 19 | 6  | - | - | 249 | 25  |    |
| Pachuca C. F. · México |               |               |     |    |    |   |   |     |     |    |
| 2ª | 1994-95       | 14            | 2   | -  | -  | - | - | 14  | 2   |    |
| Total club | Total club    | 14            | 2   | -  | -  | - | - | 14  | 2   |    |
| C. D. Guadalajara · México |               |               |     |    |    |   |   |     |     |    |
| 1ª | 1998-99       | 20            | 0   | 2  | 0  | - | - | 22  | 0   |    |
| 1ª | 1999-00       | 39            | 5   | 3  | 0  | - | - | 42  | 5   |    |
| 1ª | 2000-01       | 29            | 4   | -  | -  | 7 | 2 | 36  | 6   |    |
| 1ª | 2001-02       | 18            | 1   | -  | -  | 2 | 1 | 20  | 2   |    |
| Total club | Total club    | 106           | 10  | 5  | 0  | 9 | 3 | 120 | 13  |    |
| San Luis F. C. · México |               |               |     |    |    |   |   |     |     |    |
| 2ª | 2004-05       | 13            | 1   | -  | -  | - | - | 13  | 1   |    |
| Total club | Total club    | 13            | 1   | -  | -  | - | - | 13  | 1   |    |
| Total carrera | Total carrera | Total carrera | 460 | 42 | 24 | 7 | 9 | 3   | 493 | 52 |
| (1)Incluye datos de la Copa México, Pre Pre Libertadores (1998 y 1999) e InterLiga (2004). (2)Incluye datos de la Copa de Gigantes de la Concacaf (2001) y Copa Merconorte (2000 y 2001). |               |               |     |    |    |   |   |     |     |    |

### Selección nacional
| Selección  | Año        | Amistosos | Amistosos | Eliminatorias | Eliminatorias | Mundial | Mundial | Copa Oro | Copa Oro | Copa América | Copa América | Copa Confederaciones | Copa Confederaciones | Total | Total |
| Selección  | Año        | Part.     | Goles     | Part.         | Goles         | Part.   | Goles   | Part.    | Goles    | Part.        | Goles        | Part.                | Goles                | Part. | Goles |
| ---------- | ---------- | --------- | --------- | ------------- | ------------- | ------- | ------- | -------- | -------- | ------------ | ------------ | -------------------- | -------------------- | ----- | ----- |
| México     |            |           |           |               |               |         |         |          |          |              |              |                      |                      |       |       |
| 2000       | 2          | 1         | 1         | 0             | -             | -       | -       | -        | -        | -            | -            | -                    | 3                    | 1     |       |
| 2001       | 6          | 0         | 4         | 0             | -             | -       | -       | -        | -        | -            | 3            | 0                    | 13                   | 0     |       |
| Total club | Total club | 8         | 1         | 5             | 0             | -       | -       | -        | -        | -            | -            | 3                    | 0                    | 16    | 1     |

### Como entrenador
| Equipo               | Div.  | Temporada | Liga  | Liga | Liga | Liga | Liga |       | Copa | Copa | Copa | Copa  |   | Internacional | Internacional | Internacional | Internacional | Internacional |   | Otros | Otros | Otros | Otros |   | Totales     | Totales | Totales | Totales | Totales | Totales | Totales | Totales |
| Equipo               | Div.  | Temporada | Part. | G    | E    | P    | Pos. | Part. | G    | E    | P    | Part. | G | E             | P             | Pos.          | Part.         | G             | E | P     | Part. | G     | E     | P | Rendimiento | GF      | GC      | Dif.    |         |         |         |         |
| -------------------- | ----- | --------- | ----- | ---- | ---- | ---- | ---- | ----- | ---- | ---- | ---- | ----- | - | ------------- | ------------- | ------------- | ------------- | ------------- | - | ----- | ----- | ----- | ----- | - | ----------- | ------- | ------- | ------- | ------- | ------- | ------- | ------- |
| Tigres UANL · México | 1.ª   | 2023-C    | 9     | 3    | 1    | 5    | Inc. | -     | -    | -    | -    | 3     | 1 | 2             | 0             | Inc.          | -             | -             | - | -     | 12    | 4     | 3     | 5 | 41.66%      | 12      | 13      | -1      |         |         |         |         |
| Tigres UANL · México | Total | Total     | 9     | 3    | 1    | 5    | -    | -     | -    | -    | -    | 3     | 1 | 2             | 0             | -             | -             | -             | - | -     | 12    | 4     | 3     | 5 | 41.66%      | 12      | 13      | -1      |         |         |         |         |
| 1.                   |       |           |       |      |      |      |      |       |      |      |      |       |   |               |               |               |               |               |   |       |       |       |       |   |             |         |         |         |         |         |         |         |

#### Resumen estadístico
| Competición                      | Partidos | Ganados | Empatados | Perdidos | Ganados % |
| -------------------------------- | -------- | ------- | --------- | -------- | --------- |
| Liga MX                          | 9        | 3       | 1         | 5        | 37.03%    |
| Liga de Campeones de la Concacaf | 3        | 1       | 2         | 0        | 55.55%    |
| Total                            | 12       | 4       | 3         | 5        | 41.66%    |

## Selección nacional

### Primeras convocatorias
Aunque integró algunas de las últimas listas de Manuel Lapuente, no tuvo actividad con el tricolor sino hasta la llegada de Enrique Meza, quien lo apuntó en su primera lista de convocados El Chima no falló, ya que en su debut anotó uno de los dos goles con los que México logró la victoria En su segundo encuentro, primero de eliminatoria, ante Trinidad y Tobago, no pudo anotar pero dio tres pases para gol.

### Participaciones en Copa FIFA Confederaciones
Con el nombramiento de Enrique Meza fue constante en las convocatorias jugando las eliminatorias para el mundial 2002, posteriormente fue convocado para la Copa Confederaciones 2001 donde jugó los tres encuentros, con tres derrotas cayeron en la fase de grupos, tras esto continuó en listas de Meza para los encuentros de la clasificación frente a Costa Rica y Honduras que terminaron con derrotas para el tri, siendo destituido Meza a raíz de estos resultados.
Con el nombramiento de Javier Aguirre como entrenador no volvió a ser llamado a la selección y quedó fuera de la Copa del mundo del 2002.
| Copa                           | Sede                  | Resultado    |
| ------------------------------ | --------------------- | ------------ |
| Copa FIFA Confederaciones 2001 | Corea del Sur y Japón | Primera fase |

### Partidos internacionales
| #  | Fecha                    | Rival             | Sede             | Estadio                      | Resultado | Competición                |
| -- | ------------------------ | ----------------- | ---------------- | ---------------------------- | --------- | -------------------------- |
| 1  | 20 de septiembre de 2000 | Ecuador           | San Diego        | The Home Depot Center        | 2-0       | Amistoso                   |
| 2  | 8 de octubre de 2000     | Trinidad y Tobago | Ciudad de México | Estadio Azteca               | 7-0       | Clasificación Mundial 2002 |
| 3  | 20 de diciembre de 2000  | Argentina         | Los Ángeles      | Memorial Coliseum            | 0-2       | Amistoso                   |
| 4  | 24 de enero de 2001      | Bulgaria          | Morelia          | Estadio Morelos              | 0-2       | Amistoso                   |
| 5  | 31 de enero de 2001      | Colombia          | Los Ángeles      | Memorial Coliseum            | 2-3       | Amistoso                   |
| 6  | 28 de febrero de 2001    | Estados Unidos    | Los Ángeles      | Memorial Coliseum            | 0-2       | Amistoso                   |
| 7  | 7 de marzo de 2001       | Brasil            | Guadalajara      | Estadio Jalisco              | 3-3       | Amistoso                   |
| 8  | 25 de marzo de 2001      | Jamaica           | Ciudad de México | Estadio Azteca               | 4-0       | Clasificación Mundial 2002 |
| 9  | 11 de abril de 2001      | Chile             | Monterrey        | Estadio Tecnológico          | 2-0       | Amistoso                   |
| 10 | 25 de abril de 2001      | Trinidad y Tobago | Puerto España    | Queen's Park Oval            | 1-1       | Clasificación Mundial 2002 |
| 11 | 25 de mayo de 2001       | Inglaterra        | Derby            | Pride Park Stadium           | 0-4       | Amistoso                   |
| 12 | 30 de mayo de 2001       | Australia         | Suwon            | Estadio Mundialista de Suwon | 0-2       | Copa Confederaciones 2001  |
| 13 | 1 de junio de 2001       | Corea del Sur     | Ulsan            | Estadio Mundialista de Ulsan | 1-2       | Copa Confederaciones 2001  |
| 14 | 3 de junio de 2001       | Francia           | Ulsan            | Estadio Mundialista de Ulsan | 0-4       | Copa Confederaciones 2001  |
| 15 | 16 de junio de 2001      | Costa Rica        | Ciudad de México | Estadio Azteca               | 1-2       | Clasificación Mundial 2002 |
| 16 | 20 de junio de 2001      | Honduras          | San Pedro Sula   | San Pedro Sula               | 1-3       | Clasificación Mundial 2002 |

### Goles internacionales
| # | Fecha                    | Rival   | Marcador | Resultado           | Competición |
| - | ------------------------ | ------- | -------- | ------------------- | ----------- |
| 1 | 20 de septiembre de 2000 | Ecuador | 1-0      | México 2 -0 Ecuador | Amistoso    |

## Palmarés

### Campeonatos nacionales
| Título                    | Club               | País   | Año     |
| ------------------------- | ------------------ | ------ | ------- |
| Copa México               | Tigres U. A. N. L. | México | 1995-96 |
| Liga de Ascenso de México | Tigres U. A. N. L. | México | 1996    |
| Liga de Ascenso de México | Tigres U. A. N. L. | México | 1997    |
| Campeón de Ascenso        | Tigres U. A. N. L. | México | 1997    |
| Campeón de Ascenso        | San Luis F. C.     | México | 2005    |